# باولا أندريا بيريز
باولا أندريا بيريز (بالإسبانية: Paula Andrea Pérez García)‏ مواليد 10 يناير 1996 في بارانكيا، هي لاعبة كرة مضرب كولومبية. أعلى تصنيف لها في الفردي كان 941. أعلى تصنيف لها في الزوجي كان 583.

## النهائيات

### الزوجي (2–3)
| الحصيلة | الرقم | التاريخ        | الدورة                 | الأرضية | الشريك             | المنافس                           | النتيجة       |
| ------- | ----- | -------------- | ---------------------- | ------- | ------------------ | --------------------------------- | ------------- |
| الوصافة | 1.    | 19 نوفمبر 2012 | بارانكيا، كولومبيا     | ترابية  | ماريا بولينا بيريز | نادية اتشيفيريا ألام بلير شانكل   | 5–7, 6–7(1–7) |
| الفوز   | 1.    | 2 ديسمبر 2013  | بارانكيا، كولومبيا     | ترابية  | ماريا بولينا بيريز | أندريا كوخ بنفنوتو دانييلا رولدان | 6–1, 6–4      |
| الوصافة | 2.    | 9 يونيو 2014   | كواتزاكوالكوس، المكسيك | صلبة    | ماريا بولينا بيريز | كاميلا فوينتيس مارسيلا زكرياس     | 2–6, 2–6      |
| الفوز   | 2.    | 25 أغسطس 2014  | كيتو، الإكوادور        | ترابية  | ماريا بولينا بيريز | كوراتا كوراتا إدواردا بيي         | 7–5, 7–6(7–5) |
| الوصافة | 3.    | 13 أكتوبر 2014 | ليما، بيرو             | ترابية  | ماريا بولينا بيريز | فرناندا بريتو إدواردا بيي         | 6–7(0–7), 4–6 |

## روابط خارجية
- باولا أندريا بيريز على موقع رابطة محترفات التنس (الإنجليزية)
- باولا أندريا بيريز على موقع الاتحاد الدولي لكرة المضرب (الإنجليزية)
- باولا أندريا بيريز على موقع كأس بيلي جين كينغ (الإنجليزية)
- باولا أندريا بيريز على موقع خلاصة التنس.كوم (الإنجليزية)